# Digitodesmium elegans
Digitodesmium elegans är en svampart som beskrevs av P.M. Kirk 1981. Digitodesmium elegans ingår i släktet Digitodesmium, ordningen Pleosporales, klassen Dothideomycetes, divisionen sporsäcksvampar och riket svampar.   Inga underarter finns listade i Catalogue of Life.